# Mariner 4
Mariner 4, NASA-ina svemirska letjelica namijenjena istraživanju Marsa, četvrta iz programa Mariner. Lansirana je 28. studenog 1964. pomoću rakete Atlas-Agena D iz Cape Canaverala. Kraj Marsa je preletio 14./15. srpnja 1965. i pritom na Zemlju poslao prve fotorgafije njegove površine. Prve fotografije pokazale su Mars kao beživotan planet pun kratera, s niskim atmosferskim tlakom i bez magnetskog polja. Nakon preleta pokraj Marsa sa sondom je održavan kontakt sve do 21. prosinca 1967. kako bi se skupilo iskustvo u radu s međuplanetarnim sondama

## Let prema Marsu
Mariner 4 je na put prema Marsu krenuo u jutro 28. studenog 1964. godine. Lansiranje je prošlo besprijekorno i sonda je nakon 2 dana leta prevalila 800.000 km. Uspjela je stabilizirati svoj položaj pomoću zvijezde Canopusa i okrenuti solarne panele prema Suncu.
Nakon tjedan dana leta, 5. prosinca, sonda je upotrijebila svoje potisnik snage 220 N kako bi napravila korekciju putanje. Bez korekcije putanje sonda bi prošla pokraj Marsa 16. srpnja 1965. na udaljenosti od 240.000 km ispred sjeverne polutke planeta. Nakon korekcije datum preleta je pomaknut na 15. srpanj 1965. pri udaljenosti od 10.100 km iznad južnog pola. 
Krajem ožujka 1965. Mariner 4 je oborio rekord Marinera 2 u trajanju misije od 129 dana. Sredinom travnja oborio je rekord Marinera 2 u udaljenosti komunikacije, postavši tako najdalja aktivna sonda.

## Prelet kraj Marsa
Dan prije preleta pokraj Marsa, 14. srpnja 1965., na sondi je aktiviran programski kod koji će upravljati instrumentima tijekom tih par ključnih sati misije. Sonda je uskoro počela slati prve fotografije i podatke o okolišu oko planeta. Sonda je pokraj Marsa proletjela na udaljenosti od 9.843 km i pritom je izmjerila svojstva magnetskog polja, snagu zračenja i odredila količinu svemirske prašine. Prelet iza planeta iskorišten je za radiokultacijski eksperiment. Naime, radioantene na Zemlji bilježile su snagu i distorzije signala Marinera 4 dok je taj signal prolazio kroz atmosferu planeta. Na taj način je dobiven profil atmosfere. Prolazeći pokraj Marsa snimio je 22 slike (oko 1 posto površine) koje su potpuno promijenile spoznaju o crvenom planetu.
Dotadašnja astronomska slika o Marsu pretpostavljala je planet u mnogim pojedinostima vrlo sličan Zemlji, hladniji, jer je udaljeniji od Sunca, s rjeđom atmosferom i mnogo manje vlage. Teleskopima sa Zemlje praćene su sezonske promjene veličina polarnih kapa, a Sciaparelijevo otkriće kanala veoma se ozbiljno i argumentirano povezivalo s postojanjem razvijene civilizacije na Marsu.
Snimke koje je napravio Mariner 4 dale su posve drukčiju sliku - Marsovi kanali su se pokazali tek kao optička iluzija. Nigdje ni traga oazama do kojih se prebacivala voda s Marsovih polarnih kapa. Umjesto toga na snimkama su se vidjeli mnogobrojni krateri. Krajolik Marsa podsjećao je na Mjesec. Mjerenja gustoće atmosfere pokazale su da je ona mnogo rjeđa no što se pretpostavljalo. Sve je upućivalo na to da Mars podsjeća na zahrđalu pustinju izbrazdanu meteoritskim kraterima. Na nekim su snimkama ipak pronađeni tragovi erozija koje su se mogle protumačiti tek prisutnošću površinskih rijeka. 
Sonda je nakon preleta nastavila slati podatke na Zemlju. Slanje fotografija u punoj rezoluciji potrajalo je 9 dana, a nakon što su poslane prvi put to je učinjeno ponovno kako bi se smanjile greške prijenosa. Radilo se o digitalnoj transmisiji, koja je obuhvaćala otprilike 634 KB podataka. Nakon inženjerskih testova sonda je 2. kolovoza 1965. vraćena u mod krstarenja.
Dva mjeseca kasnije signal sonde je postao preslab za radioantene. Trebalo je pričeti povoljnu orbitalnu konfiguraciju 1967. kako bi uspjelo stupiti u kontakt sa sondom. Koristeći novu antenu promjera 64 m kontakt je ostvaren krajem 1967. godine. Podatci sa sonde su pokazali kako je ona pretrpjela oštećenja zbog mikrometeorita. Sonda je privremeno izgubila rotaciju, a bio joj je oštećen toplinski štit. Do 7. prosinca 1967. sonda je ostala bez goriva za orijentacijske potisnike. Par dana kasnije sondu su pogodila 83 mikrometeorita koji su joj poremetili orijentaciju. Na kraju je sonda naredbom ugašena 21. prosinca 1967.

## Galerija slika
- Prva digitalna slika s Marsa ručno je obojena poput slike s brojevima.
- Prva digitalna slika s Marsa.
- Prva krupna slika snimljena s Marsa. Pokazuje područje oko 330 km od 1200 km od ruba do dna okvira.
- Najjasnija slika Marinera 4 koja prikazuje kratere.
- Mozaik okvira 1 i 2 Marsovska atmosfera vidljiva je preko ruba planeta.
- Mozaik okvira 9 i 10.
- Mozaik okvira 11 i 12.
- Obrađena prva digitalna slika s Marsa.